# Die Wahrheit über Engel
Die Wahrheit über Engel (Originaltitel: A Rumor of Angels) ist ein US-amerikanisches Filmdrama von Peter O’Fallon aus dem Jahr 2000. Das Drehbuch beruht auf dem Roman „Thy Son Liveth Messages From A Soldier To His Mother“ von Grace Duffie Boylan aus dem Jahr 1918.

## Handlung
James Neubauer ist nach dem Tod seiner Mutter (durch einen Autounfall) traumatisiert. Sein Vater Nathan hat wenig Zeit für ihn. James schleicht sich auf das Grundstück der Nachbarin Maddy Bennett. Die ältere Frau, die ihren Ehemann und ihren Sohn verlor, gilt in ihrem Ort als etwas sonderlich. Sie bemerkt James, rennt mit einem Gewehr hinaus und schießt in die Luft. James flieht, dabei beschädigt er den Zaun und lässt sein Fahrrad zurück.
Bennett erscheint mit dem Fahrrad in dem Haus, in dem James wohnt. Sie will, dass der Junge den Zaun persönlich repariert. James hilft der Frau bei der Reparatur.
James schleicht sich etwas später in das Haus von Bennett ein. Er freundet sich mit der Frau an. Bennett offenbart James, sie würde mit ihrem toten Sohn weiterhin kommunizieren.

## Kritiken
Kirk Honeycutt schrieb im Hollywood Reporter vom 1. Februar 2002, Vanessa Redgrave würde den ansonsten unpersönlich wirkenden Film beleben. Das Ende sei von Sentimentalität „überschwemmt“.
Emanuel Levy schrieb in der Zeitschrift Variety, die Darsteller seien gut, doch der Film sei „ein bißchen blödsinnig“ („a bit dull“) und vorhersehbar.

## Hintergründe
Der in Neuschottland gedrehte Film hatte seine Weltpremiere am 8. September 2000 auf dem Toronto Film Festival. Er wurde in den USA in sieben Kinos gezeigt, in denen er etwas über 30 Tsd. US-Dollar einspielte.